# Archives ottomanes

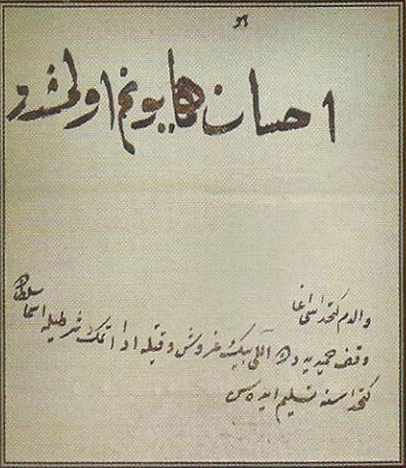
Exemple de document archivé des Sultans Mustafa IV (en haut) et Selim III (en bas).

Les archives ottomanes sont une collection de sources historiographiques concernant l'Empire ottoman et les 39 pays qui en sont issus, dont 19 au Moyen-Orient, 11 dans l'Union Européenne et les Balkans, trois dans le Caucase, deux en Asie centrale, Chypre, ainsi que d'Israël et de la république de Turquie.
La collection principale, constituée dans le fonds des archives ottomanes du Premier ministre (Başbakanlık Osmanlı Arşivleri), à Istanbul, gère les archives de l'administration centrale ottomane, les archives de l'État (Devlet arşivleri).